# Diogo Álvares Pais
Diogo Álvares Pais, em grafia antiga Diogo Álvares Paes, ou Diogo Álvares Geraldes, em grafia antiga Diogo Álvares Giraudes (c. 1360 - d. 15 de Agosto de 1415), foi um nobre português dos séculos XIV e XV.

## Biografia
Filho de Álvaro Pais e de sua primeira mulher Leonor Geraldes ou Giraudes.
Já a 19 de Setembro de 1384 o Mestre de Avis doou a «Diego Alvarez, escudeiro», para si e seus sucessores, a Quintã de Poiares e Loureiro, que tinha Martim Fernandes de Teixeira.
Sucedeu a seu pai na Quintã em Varatojo.
Escudeiro, Mestre-Sala de D. João I de Portugal em 1415, segundo refere Fernão Lopes (III, p. 156), acrescentando que esteve na Tomada de Ceuta (15 de Agosto de 1415).

## Casamento e descendência
Casou com Inês Álvares de Monterroso, filha de Álvaro Vasques de Monterroso e de sua mulher Maria Gil. Manuel José da Costa Felgueiras Gaio diz que era filho de Vasco Gil de Monterroso e neto de Gil Vasques de Monterroso, «um dos Sr.es da Casa de Monterrozo em Galiza». De Vasco Gil de Monterroso diz que «alcançou o tempo dos Reis D. Afonso, o Sábio, e D. Sancho IV e viveu em Galiza», tendo casado com Ana de Biedma, filha de Fernão Rodrigues de Biedma, Rico Homem, e Meirinho-Mor de Galiza que havia sido Embaixador de D. Fernando IV de Castela na Corte de Aragão. Escudeiro, foi o 1.º Senhor de juro e herdade de São Simão de Gouveia, de Santa Cruz de Riba Tâmega, de Abrunhais e de Água Revez a 1 de Agosto de 1384. Na Carta de Doação de 1 de Agosto de 1384 aparece apenas como «aluaro vaasquez, scudeiro». As terras tinham sido de Martim Gonçalves de Ataíde. Manuel José da Costa Felgueiras Gaio diz que «viveu no tempo dos Reis D. Afonso e D. Pedro mas, seguindo as partes do segundo contra seu irmão D. Henrique, que lhe prevaleceu, veio para Portugal em serviço de El Rei D. Fernando, que pretendia a Coroa de Castela, e se estabeleceu em Riba Douro, e depois serviu a El Rei D. João I contra El Rei de Castela do mesmo nome, e dele teve as terras de Gouveia, S. Cruz de Riba Tâmega, Abrunhais, e Água Revez». A 12 de Janeiro de 1434, Vasco Martins de Resende, Cavaleiro da Casa Real, filho de Martim Vasques de Resende, Vassalo de D. João I, recebeu a doação da terra de Santa Cruz de Riba Tâmega, confiscada por D. João I a Álvaro Vasques de Monterroso. Casou com Maria Gil, Senhora das Quintãs de Gaguintes e Nogueira e Padroeira da Igreja de Rozem. Foi seu filho Gonçalo Álvares de Monterroso, 2.º Senhor de juro e herdade de São Simão de Gouveia, de Santa Cruz de Riba Tâmega, de Abrunhais e de Água Revez e Senhor das Quintãs de Gaguintes e Nogueira e Padroeiro da Igreja de Rozem. A 5 de Maio de 1441, D. Afonso V de Portugal legitima Tristão Gonçalves de Monterroso, filho de Gonçalo Álvares de Monterroso, Escudeiro, morador no Julgado de Barrô, e de Maria Álvares, ambos solteiros, e que veio a suceder como Senhor das Quintãs de Gaguintes e Nogueira e Padroeiro da Igreja de Rozem. Foi sua filha Inês Álvares de Monterroso, mulher de Diogo Álvares Pais.
Foram pais de Luís Álvares Pais.